# Marc Trestman
Marc Trestman, né le 15 janvier 1956 à Minneapolis dans le Minnesota, est un entraîneur de football américain et de football canadien.
Entraîneur assistant au sein d'équipes de la National Football League depuis les années 1980, il devient l'entraîneur principal des Alouettes de Montréal de la Ligue canadienne de football en 2008. Après un passage marqué par deux conquêtes de la Coupe Grey, il quitte les Alouettes pour un poste d'entraîneur principal des Bears de Chicago en 2013, mais ne demeure que deux saisons. Il retourne dans la LCF en 2017 avec les Argonauts de Toronto et remporte la Coupe Grey dès sa première saison avec l'équipe, mais est congédié après sa deuxième saison.

## Biographie

### Jeunesse
Marc Trestman est diplômé de Saint Louis Park High School en 1974. Il a joué pendant trois ans au poste de quaterback dans l'équipe de l'université du Minnesota, puis une saison dans celle de Minnesota State University Moorhead. Il a ensuite participé aux camps d'entraînement des Minnesota Vikings en 1978 et 1979, mais n'a jamais joué le moindre match en NFL. Il est diplômé de sciences politiques de l'université du Minnesota en 1979. Il est aussi diplômé de l'école de droit de l'Université de Miami et membre du barreau de la Floride depuis 1983. 

### Carrière d'entraîneur
Il a ensuite entamé une carrière d'entraîneur, travaillant comme adjoint chargé de l'attaque ou plus spécifiquement des quarterbacks et des running backs dans différentes équipes de la NFL et d'universités. Il a occupé pour la première fois le poste d’entraîneur en chef dans l'équipe de football canadien des Alouettes de Montréal (Ligue canadienne de football) entre 2008 et 2012. En cinq saisons à la barre des Alouettes, il a atteint la finale de la coupe Grey à trois occasions (2008, 2009 et 2010) remportant le titre à deux reprises (2009 et 2010). Il est embauché par les Bears de Chicago en janvier 2013, mais congédié en décembre 2014. Il est embauché comme coordonnateur offensif par les Ravens de Baltimore au début de l'année 2015. En 2017, il est de nouveau embauché par Jim Popp en tant qu'entraîneur-chef des Argonauts de Toronto où il remporte la Coupe Grey lors de sa première saison avec l'équipe.